# Стів Беррон
Стів Беррон (англ. Steven Barron, нар.4 травня 1956, Дублін, Ірландія) — ірландський режисер, кліпмейкер, сценарист та продюсер. Він найзнаніший як режисер фільмів «Черепашки-ніндзя» (1990), «Яйцеголові» (1993) та інноваційних музичних кліпів «Take on Me» гурту «a-ha» та «Billie Jean» Майкла Джексона.

## Життєпис
Беррон народився в Дубліні (Ірландія), він був молодшою дитиною режисерки Зельди Рут Беррон (1929-2006) і актора Рона Беррона, які познайомилися в Лондоні. Зельда і Рон одружилися у 1953, згодом шлюб було розірвано. У нього є старша сестра Шивон Беррон. Навчався Стів Беррон в St Marylebone Grammar School.
Режисерський дебют Беррона відбувся в 1979 році, коли він почав знімати музичні відео, в тому числі «Billie Jean» Майкла Джексона (1983), «Money for Nothing» Dire Straits (1985) та «Take on Me» (1985). «Money for Nothing» Dire Straits стало найкращим відео на церемонії MTV Video Music Awards в 1986 , а відео гурту A-ha «Take on Me» було відзначене за найкращу режисуру.
У 1984 році він зняв науково-фантастичну комедію Електричні мрії. Потім була режисерська робота над фільмами «Черепашки-ніндзя» (1990), Пригоди Піноккіо (1996), Щур (2000) і Майк Бассетт: менеджер Англії (2001). У липні 2010 Беррон повернутися до знімання музичних кліпів, ставши режисером відео гурту A-ha "Butterfly, Butterfly".
Наприкінці 2011 року показали на британському телебаченні Острів скарбів, в зніманні якого взяли участь Едді Іззард та Елайджа Вуд.
У листопаді 2014 року він опублікував свою автобіографію під назвою Egg n Chips & Billie Jean: A Trip Through the Eighties.

## Цікаві факти
- Відео, яке Беррон зняв у 1985 році на пісню «Take on Me» для норвезького поп-тріо A-ha було створено завдяки коміксу, який він читав у дитинстві. Саме цей комікс надихнув режисера на ідею створення кліпу.

## Музичні відео
Найбільш відомі музичні кліпи Беррона:
- A-ha – "Take on Me" (1985), "The Sun Always Shines on T.V." (1985), "Hunting High and Low" (1986),  "Cry Wolf" (1986), "Manhattan Skyline" (1987), "The Living Daylights" (1987), "Crying in the Rain" (1990), "Butterfly, Butterfly" (2010)
- Браян Адамс – "Cuts Like a Knife" (1983), "Run to You" (1984), "Heaven" (1985), "Summer of '69" (1985)
- Девід Бові – "As the World Falls Down" (1986), "Underground" (1986)
- Def Leppard – "Let's Get Rocked" (1992)
- Dire Straits – "Money for Nothing" (1985), "Calling Elvis" (1990), "Heavy Fuel" (1991)
- Доллі Партон – "Potential New Boyfriend" (1983)
- The Human League – "Don't You Want Me" (1981), "Love Action" (1981), "(Keep Feeling) Fascination" (1983)
- The Jam – "Strangetown" (1978), "When You're Young" (1979), "Going Underground" (1979), "Dreams of Children" (1979)
- Джо Джексон – "Steppin' Out " (1982), "Real Men" (1982), "Breaking Us in Two" (1982)
- Мадонна – "Burning Up" (1983)
- Michael Jackson – "Billie Jean" (1983)
- Natalie Cole & Nat King Cole – "Unforgettable" (1991)
- Orchestral Manoeuvres in the Dark – "Maid of Orleans" (1982)
- Пол Маккартні – "Pretty Little Head" (1986)
- Secret Affair – "Time for Action" (1979), "My World" (1980), "Sound of Confusion" (1980)
- The Skids - "Iona" (1981)
- Styx – "Haven't We Been Here Before" (1983)
- Tears for Fears – "Pale Shelter" (1983)
- Toto – "Africa" (1982), "Rosanna" (1982)
- ZZ Top – "Rough Boy" (1986), "Sleeping Bag" (1986)

## Фільмографія
- 1984 — Електричні мрії (фільм, 1984) / "Electric Dreams"
- 1990 — Черепашки-ніндзя (фільм, 1990) / "Teenage Mutant Ninja Turtles"
- 1993 — Яйцеголові (фільм, 1993) / "Coneheads"
- 1996 — Пригоди Піноккіо (фільм, 1996) / "The Adventures of Pinocchio"
- 1998 — Великий Мерлін (фільм, 1998) / "Merlin" (мінісеріал)
- 2000 — Арабські пригоди (фільм, 2000)/ "Arabian Nights"
- 2000 — Щур (фільм, 2000) / "Rat"
- 2001 — Тренер (фільм, 2001)/ "Mike Bassett: England Manager"
- 2003 — Володар легенд (фільм, 2003) / "DreamKeeper"
- 2006 — Людина, що задихається (фільм, 2006) / "Choking Man"
- 2011 — Видалити (міні-серіал, 2011) / "Delete"
- 2012 — Острів скарбів (фільм, 2012) / "Treasure Island"
- 2016 — Даррелли (серіал, 2016-2017) / "Durrells"
- Майк Бассетт : тимчасовий керуючий (анонсовано)